# Trimeresurus cardamomensis
Trimeresurus cardamomensis là một loài rắn trong họ Rắn lục. Loài này được Malhotra Thorpe, Mrinalini & Stuart mô tả khoa học đầu tiên năm 2011.